# 岩尾奈美恵
岩尾 奈美恵（いわお なみえ）は、北海道出身の漫画家。
現在は引退し、北海道富良野市に在住。

## 作品リスト
- キヨスクフラッパー（KIOSK FLAPPER）（『モーニングパーティー増刊』）
- キャプテンアリス（『月刊アフタヌーン』1989年6月号 - 1990年10月号）
- パニックキッス（『月刊アフタヌーン』1990年12月号 - 1991年7月号）
- JOY（『モーニングパーティー増刊』）
- ウィングハーフ（『月刊アフタヌーン』1992年8月号 - 1993年9月号）
- 極上パロディウス（『コミックゲーメスト』） - ゲームのコミカライズ。

## 書誌情報
- キヨスクフラッパー（KIOSK FLAPPER）（1988年 - 1990年刊、講談社〈パーティーKC〉、全3巻）
  1. 1988年10月、ISBN 978-4-06-315004-9
  2. 1989年7月、ISBN 978-4-06-315010-0
  3. 1990年4月、ISBN 978-4-06-315019-3
- キャプテンアリス（1990年刊、講談社〈アフタヌーンKC〉、全2巻）
  1. 1990年5月21日発売、ISBN 978-4-06-321015-6[1]
  2. 1990年11月20日発売、ISBN 978-4-06-321019-4[2]
- JOY（1991年 - 1992年刊、講談社〈パーティーKC〉、全2巻）
  1. 1991年1月、ISBN 978-4-06-315028-5
  2. 1992年1月、ISBN 978-4-06-315043-8
- パニックキッス（1991年8月21日発売、講談社〈アフタヌーンKC〉、全1巻、ISBN 978-4-06-321022-4[3]
- ウィングハーフ（1993年刊、講談社〈アフタヌーンKC〉、全2巻）
  1. 1993年3月19日発売、ISBN 978-4-06-314059-0[4]
  2. 1993年11月19日発売、ISBN 978-4-06-314072-9[5]
- 極上パロディウス（1995年6月、新声社〈ゲーメストコミックス〉、全1巻、ISBN 978-4881991749）